# Хироно (Иватэ)
Хироно (яп. 洋野町 Хироно-тё:) — посёлок в Японии, находящийся в уезде Кунохе префектуры Иватэ. Площадь посёлка составляет 303,20 км², население — 16 618 человек (1 августа 2014), плотность населения — 54,81 чел./км².

## Географическое положение
Посёлок расположен на острове Хонсю в префектуре Иватэ региона Тохоку. С ним граничат город Кудзи и посёлки Курумай, Хасиками.

## Население
Население посёлка составляет 16 618 человек (1 августа 2014), а плотность — 54,81 чел./км². Изменение численности населения с 1980 по 2005 годы:
| 1980 | 24 403 чел. |  |
| 1985 | 23 818 чел. |  |
| 1990 | 22 802 чел. |  |
| 1995 | 21 322 чел. |  |
| 2000 | 20 465 чел. |  |
| 2005 | 19 524 чел. |  |

## Символика
Деревом посёлка считается сосна густоцветная, цветком — рододендрон, птицей — сизая чайка.